# Mănăstirile din Defileul Ovčar-Kablar

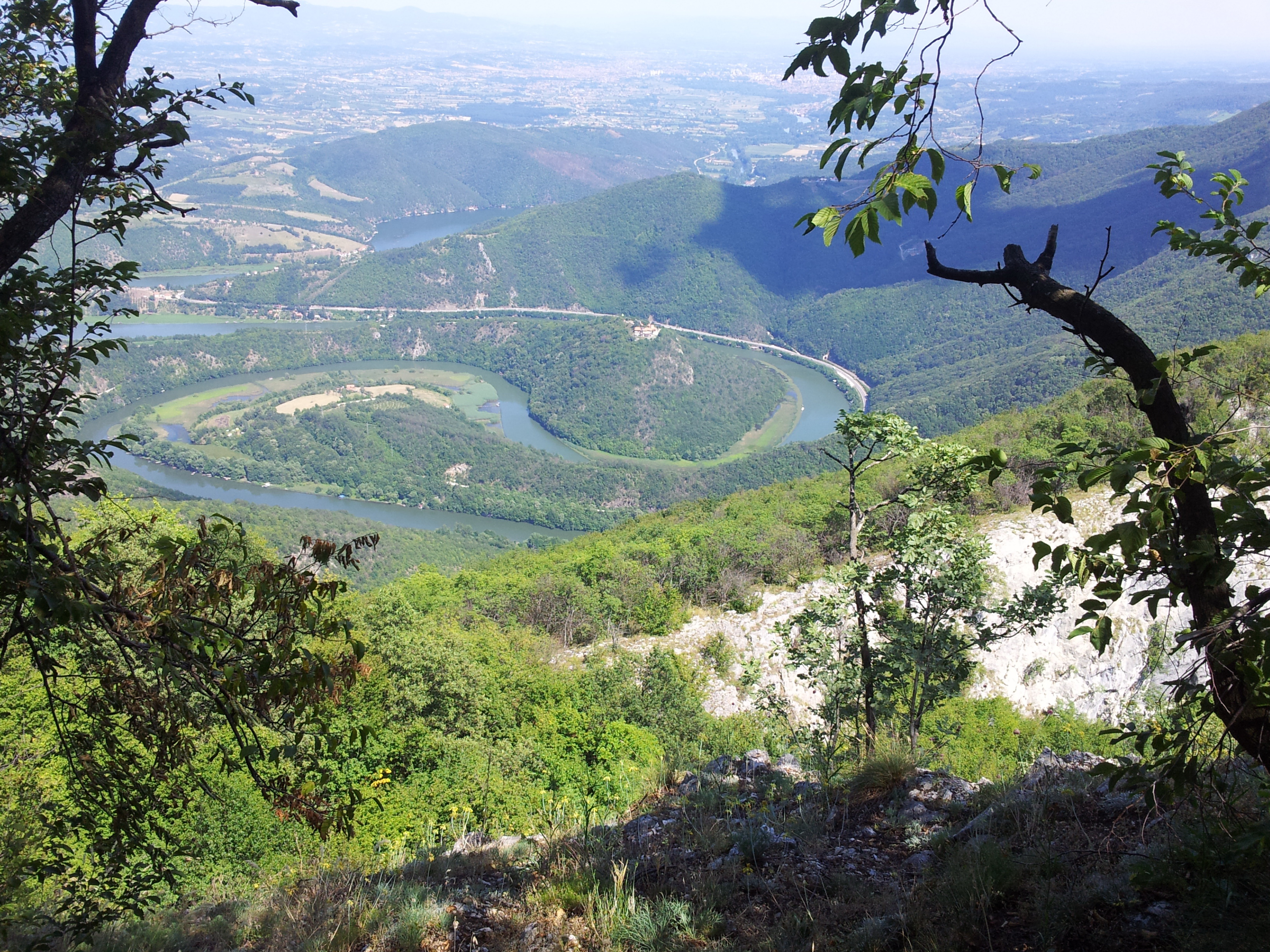
Imagine a defileului de pe muntele Ovčar

Mănăstirile din Defileul Ovčar-Kablar sunt un grup de mănăstiri situat în centrul Serbiei, nu departe de Čačak, într-un defileu format de râul Morava de Vest.
Defileul Ovčar-Kablar se află la jumătatea distanței dintre orașele Čačak (situat la est) și Požega (situat la vest), fiind săpat de apele râului între muntele Ovčar (985 m), aflat la sud, și muntele Kablar (889 m), aflat la nord. Râul curge meandrat prin defileu pe o lungime de 18 kilometri. Numărul mare de mănăstiri construite aici a făcut ca întreaga regiune să fie numită Srpska Sveta gora („Muntele Sfânt sârb”) sau „Athosul sârbesc”.

## Grupul de mănăstiri
Primele biserici au fost construite aici la începutul secolului al XIV-lea, după ce mercenarii din Compania Catalană au atacat mănăstirile bizantine de pe Muntele Athos în anii 1307-1309. Clerul ortodox sârb a fugit din peninsulă și s-a stabilit în acest defileu, unde a început să construiască primele mănăstiri. Următorul val al preoților refugiați a avut loc după confruntarea militară sârbo-otomană în Bătălia de pe Marița din 1371. Începând de atunci, au fost construite în defileu peste 30 de mănăstiri, biserici sau lăcașuri de cult, care au dobândit rolul de spații păstrătoare ale spiritualității și identității naționale sârbe, dar și de ascunzători pentru rebelii sârbi care erau urmăriți de ocupanții otomani.
Astăzi au mai rămas doar 10 mănăstiri, o biserică și o peșteră sacră, majoritatea lor datând din perioada ocupației otomane din secolele al XV-lea - al XVIII-lea. Cele zece mănăstiri se află împărțite egal pe cele două maluri ale Moravei.
Pe malul drept al Moravei se află:
- Mănăstirea „Sfânta Treime” (Sveta Trojica), pe un deal vizavi de Blagoveštenje, construită la sfârșitul secolului al XVI-lea,[1][2]
- Mănăstirea „Întâmpinarea Domnului” (Sretenje), nu departe de Sveta Trojica, pe versantul muntelui Ovčar, construită în jurul anului 1528 și refăcută de mai multe ori,[1][2]
- Mănăstirea „Schimbarea la Față” (Preobraženje), situată cândva pe malul stâng la 2 kilometri în amonte de Nikolje, vizavi de vechiul amplasament, menționată în 1525 și refăcută de mai multe ori, apoi reconstruită în perioada interbelică pe celălalt mal al râului,[2]
- Mănăstirea „Înălțarea Domnului” (Vaznesenje), vizavi de Jovanje, de cealaltă parte a râului, la câteva sute de metri, construită pe ruinele unei foste mănăstiri, atestată documentar în 1525 și restaurată în 1937,[2]
- Mănăstirea „Intrarea în Biserică a Maicii Domnului” (Vavedenje), la ieșirea din defileu, construită în secolul al XVI-lea și restaurată în 1797.[1][2]

Pe malul stâng al Moravei se află:
- Mănăstirea „Sfântul Ilie” (Ilinje), situată pe dealul de deasupra tunelului Blagoveštenje, este acum metoh al Mănăstirii Blagoveštenje, construită în 1939 pe ruinele unei mănăstiri mai vechi,[2]
- Mănăstirea „Buna Vestire” (Blagoveštenje), la 2 kilometri distanță de Preobraženje, deasupra satului Ovčar Banja, construită în 1602,[1][2]
- Mănăstirea „Sfântul Nicolae făcătorul de minuni” (Nikolje), la 2 kilometri în amonte de Jovanje, menționată în 1476,[2]
- Mănăstirea „Adormirea Maicii Domnului” (Uspenje), o biserică aflată lângă ruinele Turnului Jovanjska, metohul Mănăstirii Jovanje, construită în 1939 pe ruinele unui turn medieval care este menționat documentar din 1536,[2]
- Mănăstirea „Sfântul Ioan Botezătorul” (Jovanje), la 6 kilometri în amonte de Vavedenje, cândva cea mai importantă mănăstire, „Lavra”, menționată pentru prima dată în 1528 și reonstruită de mai multe ori, ultima oară în perioada 1956-1959, după amenajarea barajului.[2]

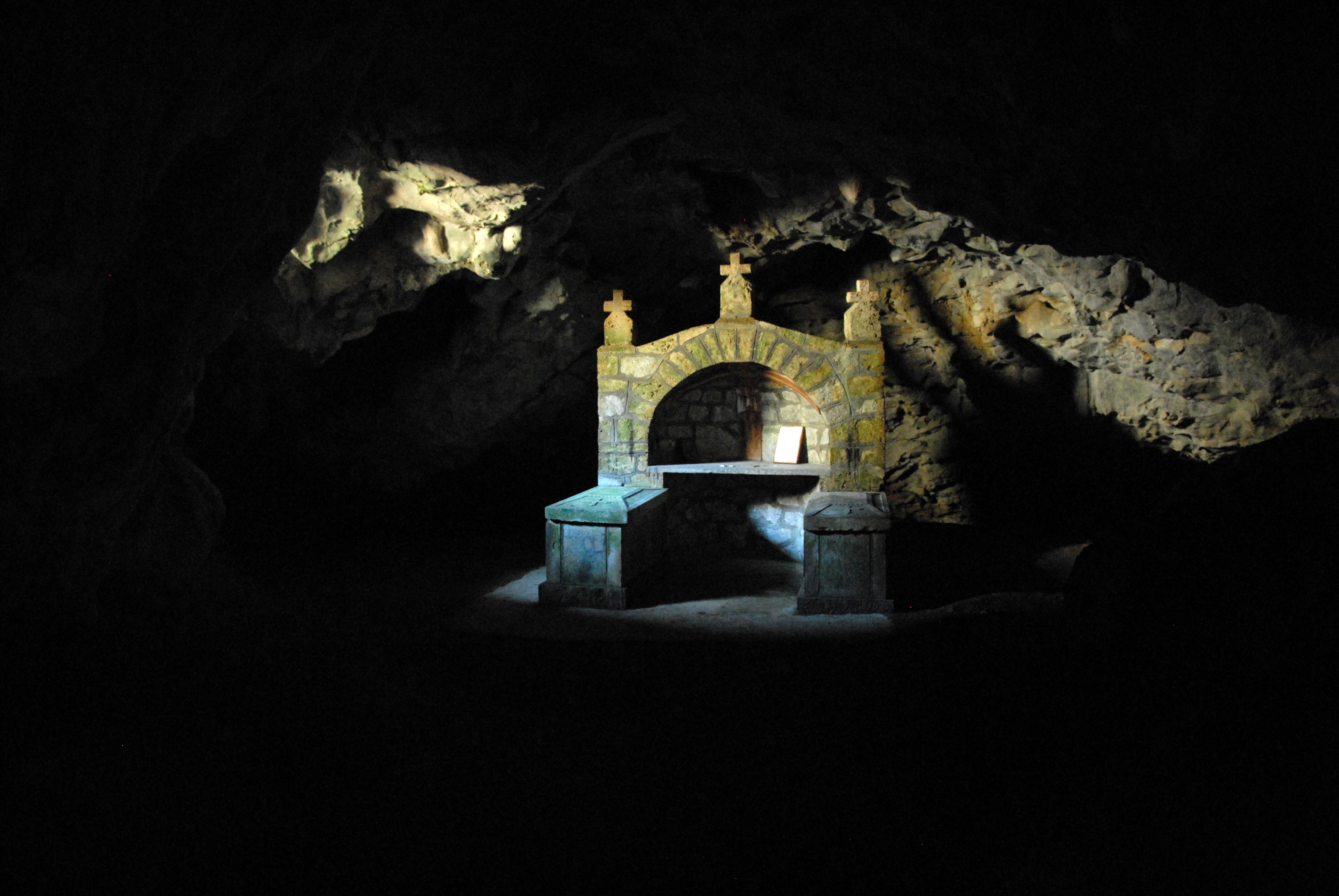
Capela Kađenica

Mai există aici Biserica Savinje, închinată Sf. Sava, și biserica din grotă Kađenica.
O altă mănăstire cunoscută în literatură este Mănăstirea „Sf. Gheorghe”, care se afla probabil în partea de sud-est a muntelui Ovčar. Sigiliul său este păstrat la Muzeul Național din Belgrad.

## Legături externe
- Туристичка организација Србије-овчарско-кабларски манастири
- Овчарско-кабларски манастириСербиа Травел
- Овчарско-кабларска клисура мала српска Света гора („Вечерње новости“, 1 noiembrie 2013)
- Немањићке терме Српске Свете Горе („Вечерње новости”, 2 octombrie 2016)